# Iván Elmpt

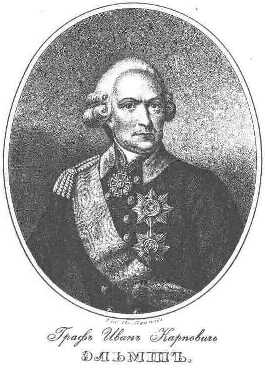
Iván Elmpt (1794).

El barón Iván Kárlovich Elmpt (en ruso: Ива́н Ка́рпович Эльмпт, en alemán: Johann Martin von Elmpt; Cléveris, 1725 - Sviten, gobernación de Curlandia, 1802) fue un líder militar de origen alemán, que sirvió en los ejércitos del Reino de Francia y el Imperio ruso.

## Biografía
Nació en Cléveris en 1725 en una antigua familia alemana, hijo del barón Gaspar von Elmpt (fallecido en 1730). Tras recibir su educación en su ciudad natal, entró al servicio de Francia. En 1749, con el rango de capitán entró al servicio del Imperio ruso. El 25 de diciembre de 1755 fue ascendido al rango de coronel.
Tras una campaña en Prusia fue ascendido a brigadier y a mayor general el 2 de abril de 1762 con el nombramiento como general intendente de la Armada. Junto con otros funcionarios del Estado Mayor trazó mapas de Livonia y Curlandia, estableciendo la disposición y el acuartelamiento de las tropas en la zona.
En 1763 fue nombrado caballero de primera clase de la Orden de Santa Ana. Integró el 2.º Ejército del general Piotr Rumiántsev en 1768 en Hlújiv y al año siguiente pasó al primer ejército.
En septiembre de 1769, junto a Mijaíl Kamenski, bajo las órdenes del príncipe Aleksandr Golitsin, fueron enviados a la cabeza de  regimientos de granaderos a ocupar la fortaleza de Jotyn, conectando con el cuerpo principal del ejército en el Dniéster y en el Bug. Por estos hechos fue nombrado caballero de la Orden de San Alejandro Nevski y teniente general.
Participó en la campaña de Polonia de 1772 y comandó un cuerpo en la frontera sueca. En 1780 fue ascendido a general en jefe y con este rango participó en la guerra ruso-turca de 1787-1792, al mando de la tercera división. Sus choques constantes en el mando con el general austrohúngaro, hicieron que fuera relevado por Rumiántsev y enviado a Riga con el fin de que se "restableciera su salud".
Por una carta del vicario del Sacro Imperio Romano, el príncipe elector del Palatinado Carlos Teodoro del 14 de mayo de 1790 el barón fue elevado a conde del Sacro Imperio.
Durante el reinado de Pablo I mandó a las tropas acantonadas en Riga. En 1796 recibió el rango de general de infantería y el mando de la división de Livonia y el Regimiento de Granaderos de la Guardia de San Petersburgo. El 5 de abril de 1797 se le concedió el rango de mariscal de campo y fue nombrado caballero de la Orden de San Andrés.
Fue retirado del ejército por su avanzada edad el 10 de enero de 1798, con permiso para usar uniforme de general de ejército. Murió en Sviten, en la gobernación de Curlandia el 10 de mayo de 1802.